# التنمارکت ان در الز
التنمارکت ان در الز (به آلمانی: Altenmarkt an der Alz) یک شهر در آلمان است که در بایرن واقع شده‌است.

## خصوصیات
التنمارکت ان در الز ۲۶٫۱۰ کیلومترمربع مساحت دارد ۴۹۹ متر بالاتر از سطح دریا واقع شده‌است.